# クラウス・ホルム
クラウス・ホルム（Claus Holm, 1918年8月4日 - 1996年9月21日）はドイツの俳優。

## 来歴
ボーフムで生まれる。鉱夫やボクサーをしていた経験を持つ。
1943年に映画デビュー。終戦後は東ドイツで映画に出演し、舞台にも立った。1953年からは西ドイツに移り、以降、西ドイツ映画界で数々の作品に出演し活躍。舞台出演もしている。1957年に出演した映画『Nachts, wenn der Teufel kam』（日本未公開、英語題名は『The Devil Came at Night』）は第30回米国アカデミー賞外国語映画賞にノミネートされた。1959年以降はTVムービーやTVドラマにも進出。そして、1960年代の終わりからは主に舞台で活躍したが、1979年には『マリア・ブラウンの結婚』、1980年には『ベルリン・アレクサンダー広場』などライナー・ヴェルナー・ファスビンダー監督作品に複数出演した。外国俳優の吹き替えも務めている。
1996年9月21日、ベルリンで死去。墓もベルリンにある。

## 主な出演作品
- 暗殺計画7・20　Der 20. Juli　（1955年）
- 大いなる神秘・王城の掟　Der Tiger von Eschnapur　（1959年）
- 大いなる神秘・情炎の砂漠　Das Indische Grabmal　（1959年）
- パリは燃えているか　Paris brûle-t-il?　（1966年）　-　キネマ旬報ベストテン第6位。ルネ・クレマン監督
- 逆スパイは金髪がお好き　Dynamit in grüner Seide　（1968年）
- マリア・ブラウンの結婚　Die Ehe der Maria Braun　（1979年）　-　キネマ旬報ベストテン第6位
- ベルリン・アレクサンダー広場　Berlin Alexanderplatz　（1980年）